# Estadio Municipal de Kielce
El Estadio Municipal de Kielce (en polaco: Stadion Miejski w Kielcach, por razones de patrocinio Suzuki Arena, anteriormente Kolporter Arena) es un estadio multiusos ubicado en Kielce, Polonia. Fue inaugurado el 1 de abril de 2006 y tiene una capacidad para 15 500 espectadores sentados, siendo el estadio en el que disputa sus partidos el Korona Kielce. Es uno de los estadios más modernos de Polonia.
El 1 de abril de 2006, dieciocho meses después del comienzo de su construcción, se disputó el partido inaugural entre el Korona y el Zagłębie Lubin, correspondiente a la Ekstraklasa, y que finalizó 1-1. La selección de fútbol de Polonia ha celebrado tres partidos en el Estadio Municipal de Kielce.

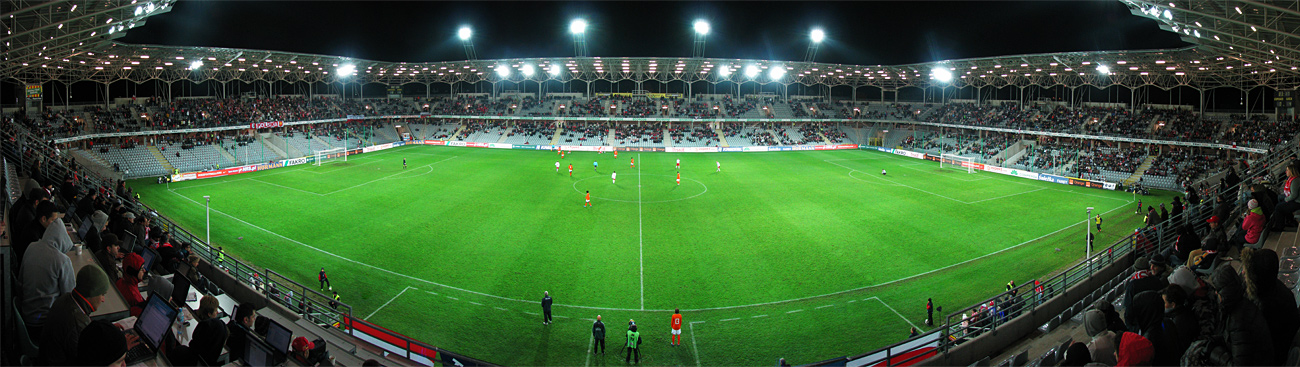
Imagen panorámica.